# Ulfstand
Ulfstand var en uddød, navnlig i Skåne hjemmehørende adelsslægt, der førte to og en halv, stundom tre, fra skjoldets venstre side udgående sorte spidser i sølv, på hjelmen to på lignende måde farvede vesselhorn.

## Historie
Den angives at være indvandret fra Tyskland. Som stamfader her i landet nævnes en vis Gert Minckwitz, som man vil vide var fader til Jacob Gertsen (død 1410), der, efter at have tjent dronning Margrethe 1. som sekretær, først blev ærkedegn og siden – 1392 – ærkebiskop i Lund, i hvilken egenskab han sammen med Uppsalaærkebispen kronede Erik af Pommern ved Kalmarmødet 1397. Hans broder, hr. Henrik Gertsen til Glimminge, der 1401 beseglede kong Eriks stadfæstelse af dronning Margrethes testamente, var fader til "Store" Jep Henriksen til Skabersjö og Torup og til rigsråden, høvedsmand på Varberg Holger Henriksen til Glimminge (død 1485). Den førstnævnte af disse to sønner var farfader til brødrene hr. Truid Gregersen Ulfstand til Torup (1487-1545) og hr. Holger Gregersen Ulfstand til Skabersjö (død 1542). Hr. Truid sad, en kort afbrydelse fraregnet, som lensmand på Varberg fra 1522 til sin død og kom her til at tage stor del i tidens begivenheder. På herredagen i København 1533 hørte han til det katolske flertal, men sluttede sig senere til hertug Christian (III). Gentagne gange havde han, der allerede ved Frederik I's tronbestigelse blev optaget i Rigsrådet, været deltager i vigtige forhandlinger, blandt andet om Christian II's skæbne. Han var fader til Gregers Truidsen Ulfstand til Torup, Barsebæk og Gammel Estrup (død 1582), der blev fanget i slaget ved Axtorna, og som 1578 sammen med Jakob Ulfeldt sendtes i gesandtskab til Rusland, et hverv som de røgtede således, at tiltale for Rigsrådet blev følgen, endvidere til Lave Truidsen Ulfstand til Torup (død 1563), hvis tjeneste oftere blev brugt, blandt andet under grænseforhandlinger med svenskerne, til Jens Truidsen Ulfstand til Vemmetofte, der en tid var hofmarskal, og som både kæmpede til lands, således i Ditmarskertoget 1559, som anfører for hoffanen, og til søs, idet han 1566 i egenskab af underadmiral forliste under Gulland, samt endelig til Niels Truidsen Ulfstand til Barsebæk (1526-1575), der blev hårdt såret på Ditmarskertoget, som i Den Nordiske Syvårskrigs første år gjorde tjeneste som tøjmester ved hæren og senere udnævntes til Øverste Falkemester. Ovennævnte hr. Holger til Skabersjö foretog i sin ungdom en pilgrimsrejse til det hellige Land. Efter Christian II's flugt hyldede han Frederik I, blev optaget i Rigsrådet og var en af hovedførerne under Malmös belejring. I slutningen af 1523 sendtes han til Sverige for at bevæge kong Gustaf til et Rigsmøde, var efter Landskronas overgivelse en af de rigsråder, der blev sendt til Gulland sammen med Søren Norby for at få besætningen på Visborg til at overgive sig og blev også i de følgende år anvendt som sendemand til den svenske konge. Hans søn, Gregers Holgersen Ulfstand til Sønder Vosborg (død 1583), var fader til Melchior Ulfstand til Kjærgårdsholm (død 1617), med hvis søn, Axel Ulfstand til Axelvold, slægten uddøde 1634.
Sidstnævntes søster, Thale Ulfstand, gift med Palle Urne til Gyllebo, blev kendt som slægtebogsforfatterinde. Hr. Holgers anden søn, Jens Holgersen Ulfstand til Skabersø (død 1566), blev 1562 høvedsmand på Båhus, hvor han gang på gang blev belejret af svenskerne, idet han og hans folk udviste det største heltemod. En tredje søn, Hack Holgersen Ulfstand til Hikkeberg (1535-1594) gjorde en tid hoftjeneste hos hertug Frederik (II), deltog i Syvårskrigen med megen bravour og fik betydelige forleninger. 1581 blev han medlem af Rigsrådet, overtog 1590 stillingen som hofmester hos den unge konge Christian IV og indtrådte samtidig i regeringsrådet. På herredagen i København 1593 valgtes han endelig til rigsmarsk. – Den nævnte Holger Henriksen til Glimminge var fader til rigsråden hr. Oluf Holgersen Ulfstand til Bønnet (død 1529) og til hr. Jens Holgersen Ulfstand til Glimminge (død 1523). Sidstnævnte, der blev lensmand på Gulland og medlem af Rigsrådet, vandt et navn som søkriger og var blandt andet 1511 anfører for en flåde mod Hansestæderne. Han byggede det mærkelige stenhus på Glimminge (Glimmingehus). Blandt hans børn skal nævnes Arvid Jensen Ulfstand til Lyngbygård i Skåne (død 1539), der 1532 var en af høvedsmændene på toget til Norge mod Christian II, samt Børge Jensen Ulfstand til Glimminge og Ørup (død 1558) og Gregers Jensen Ulfstand (död 1544) til Ørup.